# The Click
The Click fue un grupo de hip hop, integrado por cuatro hermanos, originarios de Vallejo, California. Sus integrantes fueron E-40 (Earl Stevens), su primo B-Legit (Brandt Jones), su hermano D-Shot (Danell Stevens) y su hermana Suga-T (Tanina Stevens). La banda lanzó tres álbumes de estudio juntos.

## Discografía

### Álbumes de estudio
| Year | Title          | Chart positions | Chart positions |
| Year | Title          | U.S.            | U.S. R&B        |
| ---- | -------------- | --------------- | --------------- |
| 1992 | Down and Dirty | –               | 87              |
| 1995 | Game Related   | 21              | 3               |
| 2001 | Money & Muscle | 99              | 23              |